# Konrad Fihauser
Konrad Fihauser (22. září 1830 Bruśnik (nyní Polsko) – 10. června 1882 Bruśnik) byl rakouský politik polské národnosti z Haliče, v 2. polovině 19. století poslanec Říšské rady.

## Biografie
Jeho otcem byl haličský statkář Konstanty Fihauser z Mijaczowa. Konrad studoval vysoké školy v Krakově, Praze a Vídni. Pak se věnoval správě svého statku v Bruśniku. 28. října 1865 byl prezidiálním výnosem zemské komise pro reformu pozemkové daně jmenován zmocněncem pro zemědělské otázky.
Byl aktivní i politicky. 1. února 1867 byl zvolen na Haličský zemský sněm za kurii venkovských obcí. Zemský sněm ho následně 2. března 1867 zvolil i do Říšské rady (tehdy ještě volené nepřímo) za kurii venkovských obcí v Haliči. 15. prosince 1869 po znovuzvolení opětovně složil slib.